# 한국국제협력단
한국국제협력단(韓國國際協力團, Korea International Cooperation Agency, KOICA)은 대한민국의 대외 무상 협력 사업을 주관하는 외교부 산하 위탁집행형 준정부기관으로, 1991년 설립되었다. 경기도 성남시 수정구 대왕판교로 825에 위치하고 있다.

## 기관 소개
- 설립 목적: 우리나라와 개발도상국가와의 우호협력관계 및 상호교류를 증진하고 이들 국가들의 경제사회발전 지원을 통해 국제협력의 증진에 기여
- 미션: 누구도 소외받지 않는 사람 중심의 평화와 번영을 위한 상생의 개발협력
- 비전: 지속가능개발목표 달성에 기여하는 개발협력 플랫폼
- 핵심가치: 전문성, 개방성, 혁신, 협업, 책임성

## 설치 근거 및 소관 업무[1]
- 자금ㆍ시설 및 기술 지원 등이 결합된 국제개발협력 사업
- 개발컨설팅 사업
- 연수 사업
  - YONSEI-KOICA 석사학위과정[2][3]
- 전문 인력 파견 사업
- 해외봉사단 파견 사업
- 재난구호 등 인도적 지원 사업
- 국내외 민간단체와의 협력사업
- 외국의 원조기관 및 국제기구와의 협력
- 국제개발협력에 관한 이념 및 정책의 수립 등을 위한 조사ㆍ연구
- 정부가 위탁하는 사업

## 연혁
- 1991년 4월 1일 - 설립[4]
- 1991년 제2기 한국해외봉사단 파견 (제1기는 유네스코 한국위원회에서 파견하였음)
- 1995년 1월 – 국제협력요원 파견제도 시행
- 2002년 – 아프가니스탄 지원사업 시작
- 2003년 – 이라크 지원사업 시작
- 2005년 12월 - ‘선택과 집중’ 원칙에 따라 협력대상국 127개에서 58개로 축소
- 2006년 9월 – 제1회 대한민국 해외봉사상 시상식 개최
- 2007년 3월 – 해외긴급구호에 관한 법률 제정
- 2007년 9월 – 국제빈곤퇴치기여금제도 시행
- 2008년 5월 19일 - 신청사 이전 (경기도 성남시 수정구 대왕판교로 825)
- 2008년 12월 31일 – 국내 최초 ODA 개론서인 ‘국제개발협력의 이해’ 발간
- 2009년 5월 – 대한민국 정부파견 해외봉사단 단일브랜드 ‘World Friends Korea’ 출범
- 2012년 – 대학과의 파트너십을 통한 개발협력사업 시작
- 2016년 2월 3일 – 기타공공기관에서 준정부기관으로 변경지정[5]
- 2019년 - 자회사 코웍스 설립[6]

## 역대 이사장
|       | 성명   | 기간                      |
| ----- | ------ | ------------------------- |
| 1대   | 이남기 | 1991. 4. 1..~1993. 5. 13. |
| 2대   | 박쌍용 | 1993. 5. 14.~1994. 3. 31. |
| 3대   | 정주년 | 1994. 4. 1.~1996. 9. 12.  |
| 4대   | 신기복 | 1996. 10. 4.~1999. 10. 3. |
| 5대   | 민형기 | 1999. 10. 4.~2002. 10. 3. |
| 6대   | 김석현 | 2002. 10. 4.~2005. 10. 3. |
| 7대   | 신장범 | 2005. 10. 4.~2008. 5. 9.  |
| 8·9대 | 박대원 | 2008. 5. 22.~2013. 5. 10. |
| 10대  | 김영목 | 2013. 5. 13.~2016. 5. 12. |
| 11대  | 김인식 | 2016. 5. 13.~2017. 5. 2.  |
| 12대  | 이미경 | 2017. 5. 3.~2020. 11. 31. |
| 13대  | 손혁상 | 2020. 12. 1.~2023. 1. 27. |
| 14대  | 장원삼 | 2023. 7. 10.~             |

## 조직

### 이사장
- 이사회
- 감사
- 비서실
- 홍보실
- 평가심사실
- 감사실
- KOICA아카데미
- 고객만족센터

#### 경영기획이사
- 기획조정실
- 예산기획실
- 경영혁신실
- 인재경영실
- 운영지원실
- 해외운영안전실
- 재무회계실
- 정보화전략실

#### 사업개발이사
- 사업전략실
- 사회개발실
- 경재개발실
- 기후환경실
- 혁신사업실
- 원조조달실

#### 지역사업이사
- 지역총괄실
- 동남아1실
- 동남아2실
- 서남아태평양실
- 중동중앙아실
- 동아프리카실
- 서아프리카실
- 중남미실

#### 글로벌사업이사
- 연수기획실
- 연수사업실
- 시민사회협력실
- 다자협력인도지원실
- 국제질병퇴치기금운영실

#### 월드프렌즈이사
- 월드프렌즈총괄실
- 글로벌인재양성실
- 월드프렌즈운영실
- 월드프렌즈교육원

## 논란
원혜영 새정치민주연합 의원은 한국국제협력단에서 이사를 지낸 인사들이 설립한 "한국국제개발협력센터"가 한국국제협력단이 발주하는 사업을 독점해왔다는 의혹을 제기하였다. 원 의원은 "센터가 협력단의 사무실을 보증금도 없이 월 100만원에 임차했고, 2011년부터 총 26건의 사업을 59억 원에 수주했는데, 이중에 22건이 수의계약"이라고 주장했다. 그러면서 "이는 센터의 이사진 8명 중 7명이 협력단 출신인 전형적인 '관피아'이기 때문"이라고 주장했다.

## 같이 보기
- 미국 평화 봉사단 (Peace Corps)
- 한국문화원
- 일본 국제협력기구 (JICA, 자이카)